# 裝飾性建築

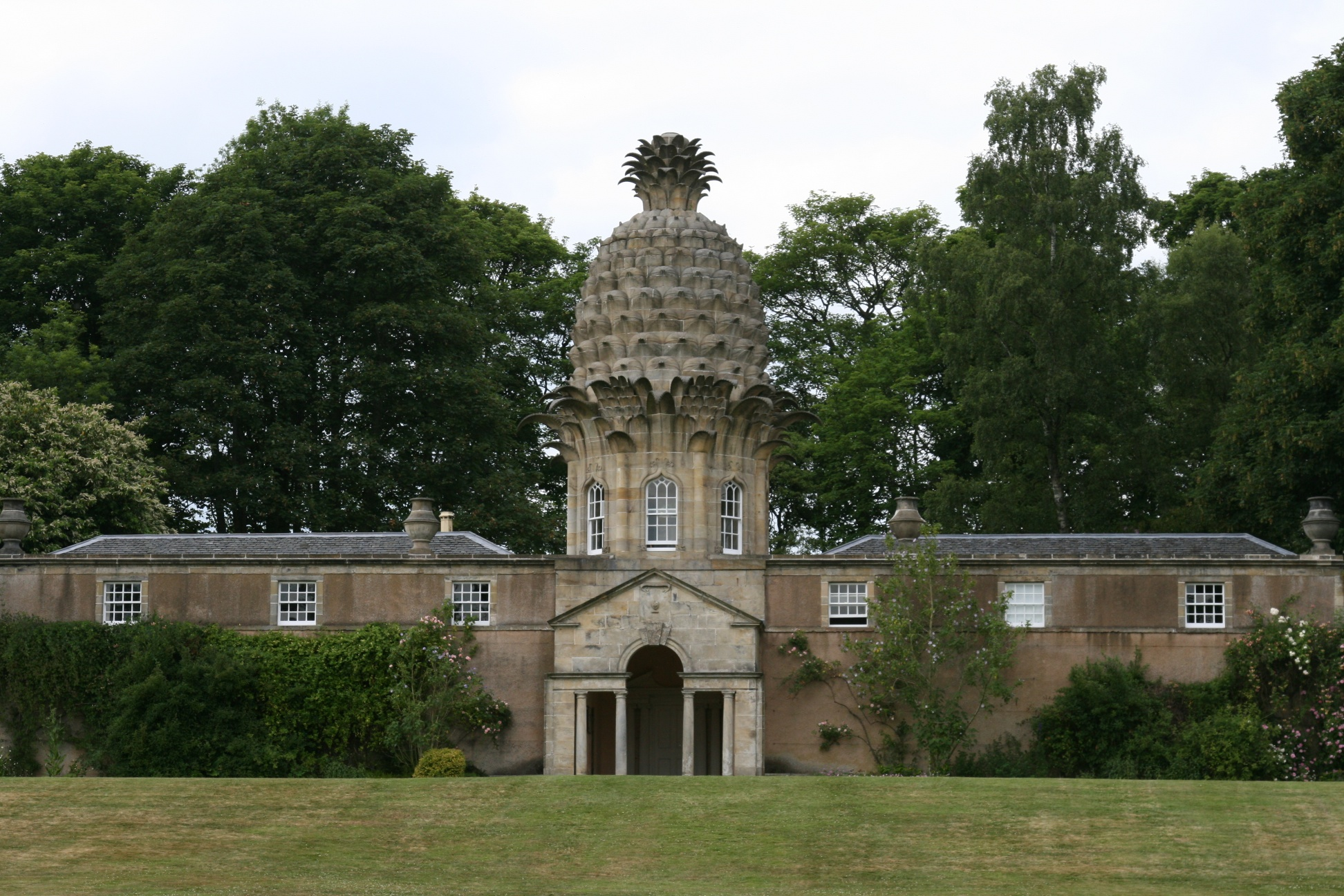
蘇格蘭的裝飾性建築鄧莫爾鳳梨

裝飾性建築是指無實際作用純粹只是拿來裝點門面的建筑物。
18世纪的英式庭園和法国园林裡面的建築外觀有些類似於古罗马神庙。還有其他园林裡面建造了外觀類似於中華廟宇、埃及金字塔、城堡或修道院的建築。不過這些建築並非是廟宇、墳墓或是防御工事，這些建築單純只是拿來裝點門面 。在饥荒时期，例如爱尔兰大饥荒，建造裝飾性建築反而是一種救濟手段，這樣的話參與修建裝飾性建築的农民和失业的工匠可以在短期內獲得一份收入。